# William Tosh Yasutake
William Toshio (Tosh) Yasutake (* 10. Juni 1922 in Seattle, Washington; † 12. Dezember 2016), häufig auch als William T. Yasutake zitiert, war ein US-amerikanischer Fischpathologe japanischer Abstammung.

## Leben
Yasutake war der Sohn von Jack Kaichiro und Hideko Yasutake, geborene Shiraki. Er befand sich im ersten Jahr seines Studiums an der University of Washington, als Pearl Harbor am 7. Dezember 1941 von japanischen Kampfbombern angegriffen wurde. Nach dem Angriff gehörten Yasutake, seine Eltern sowie seine Geschwister zu den 110.000 bis 120.000 Menschen japanischer Abstammung, die im Rahmen der Executive Order 9066 aus ihren Häusern an der Pazifikküste vertrieben und in Internierungslager im Landesinneren deportiert wurden. Im Juni 1942 trat er in die United States Army ein und diente als unbewaffneter Kampfsanitäter im 442nd Regimental Combat Team.
Im Oktober 1944 wurde Yasutake während des Vogesenfeldzugs in der Nähe von Bruyères, Frankreich, verwundet. Er wurde evakuiert und konnte daher nicht an der anschließenden Schlacht zur Rettung des Lost Battalion der 36th Infantry Division teilnehmen, bei der sein Ersatzmann ums Leben kam. Yasutake kehrte im Februar 1945 nach Italien zurück und diente bis zum Ende des Krieges in Europa, wo er sowohl ein Purple Heart als auch die Bronze Star Medal für Tapferkeit erhielt. Im Oktober 2010 wurde dem 442nd Regimental Combat Team die Congressional Gold Medal verliehen, und 2012 wurden die überlebenden Mitglieder für ihre Verdienste um die Befreiung Frankreichs im Zweiten Weltkrieg zu Rittern der Ehrenlegion ernannt.
Nach dem Krieg kehrte Yasutake mit einem GI-Stipendium an die University of Washington zurück. Im Juni 1950 heiratete er Fumi Kishi. 1951 erwarb er einen Bachelor-Abschluss in Zoologie. Im Jahr 1953 begann er seine Forschungskarriere am Western Fish Nutrition Laboratory des United States Fish and Wildlife Service in Cook, Washington, wo er in Zusammenarbeit mit John Halver bedeutende Forschungen über ernährungsbedingte Fischkrankheiten durchführte. Yasutake war einer der ersten, der Leberkrebs bei Regenbogenforellen aus der Zuchtanlage nachwies und den Ursprung der Krankheit auf ein Aflatoxin zurückführte, das von dem Schimmelpilz Aspergillus flavus produziert wird, der bei der Lagerung von Zutaten für Fischfutter entsteht. 1960 wechselte er zum Western Fisheries Research Center (WFRC) in Seattle (damals Western Fish Disease Laboratory genannt), um dort ein Labor für Fischpathologie aufzubauen. Dort beschrieb er die Histopathologie von Krankheiten wirtschaftlich bedeutender Fische, identifizierte ätiologische Erreger und arbeitete mit Zuchtbiologen zusammen, um die Gesundheit, die Qualität und das Überleben von Lachsfischen zu verbessern, die aus staatlichen und bundesstaatlichen Brutanlagen stammten. Yasutake war maßgeblich daran beteiligt, dass die Viren der Oregon-Sockeye-Krankheit und der Chinook-Lachs-Virus-Krankheit als eine Einheit erkannt wurden und dass die Krankheit ihren heutigen Namen erhielt: Infektiöse hämatopoetische Nekrose. In Anerkennung seiner wegweisenden Forschungsarbeiten wurde Yasutake 1980 von der Universität Tokio als erster US-Amerikaner mit einem Doktortitel in Fischpathologie ausgezeichnet. Im Jahr 1983 veröffentlichte er in Zusammenarbeit mit Joseph H. Wales sein Lehrbuch The Microscopic Anatomy of Salmonids: An Atlas, das zu einem Standardwerk der Fischpathologie avancierte. Für seine herausragenden beruflichen Leistungen erhielt Yasutake 1987 den S. F. Snieszko Distinguished Service Award, die höchste Auszeichnung, die von der American Fisheries Society’s Fish Health Section (AFS-FHS) vergeben wird. Yasutake ging 1988 in den Ruhestand, setzte aber seine Forschung am WFRC als emeritierter leitender Wissenschaftler fort und leistete technische Unterstützung für Bundes- und Landesbehörden sowie für die Aquakulturindustrie weltweit. Sein letztes Projekt war die Digitalisierung seiner umfangreichen Sammlung von Mikrofotografien und die Erstellung eines Atlasses mit dem Titel Histopathology of Selected Parasitic Salmonid Diseases: A Color Atlas.